# Giải đua ô tô Công thức 1 Ả Rập Xê Út 2022
Giải đua ô tô Công thức 1 Ả Rập Xê Út 2022 (tên chính thức Formula 1 STC Saudi Arabian Grand Prix 2022) là chặng đua thứ hai của giải đua xe Công thức 1 2022.

## Bối cảnh

### Tình hình trước cuộc đua
Charles Leclerc hiện đang dẫn đầu bảng xếp hạng các tay đua sau chặng đua đầu tiên ở Bahrain vào tuần trước với 8 điểm trước đồng đội Carlos Sainz Jr. và 11 điểm so với Lewis Hamilton. Trong bảng xếp hạng các đội đua, Ferrari dẫn trước Mercedes 17 điểm và Haas 34 điểm.

### Cuộc tấn công tên lửa gần trường đua
Vào ngày 25 tháng 3, một kho chứa dầu của Aramco gần Jeddah, cách trường đua khoảng 16 km (10 dặm), đã bị máy bay không người lái và tên lửa tấn công của phiến quân Houthi của Yemen gây ra một đám cháy lớn. Chúng cũng bị cáo buộc phóng tên lửa trong giải đua ô tô Diriyah ePrix 2021.
Buổi tập thứ hai bị hoãn 15 phút do một cuộc họp khẩn cấp giữa các tay đua, các ông chủ đội và giám đốc điều hành Công thức 1, ông Stefano Domenicali. Bất chấp vụ việc đó, liên đoàn F1 và ban tổ chức đã thông báo rằng sự kiện sẽ tiếp tục như kế hoạch. Hiệp hội các tay đua Công thức 1 đã tổ chức một cuộc họp tiếp theo với tất cả các tay đua vào lúc 22:00 giờ địa phương và trong cuộc họp đó, tất cả các tay đua đã đồng ý tiếp tục tham gia phần còn lại của sự kiện sau đàm phán trong vòng 4 tiếng rưỡi.

## Kết quả

### Vòng phân hạng
| Vị trí                   | Số xe | Tay đua          | Đội đua                      | Thời gian           | Thời gian | Thời gian | Vị trí xuất phát |
| Vị trí                   | Số xe | Tay đua          | Đội đua                      | Q1                  | Q2        | Q3        | Vị trí xuất phát |
| ------------------------ | ----- | ---------------- | ---------------------------- | ------------------- | --------- | --------- | ---------------- |
| 1                        | 11    | Sergio Pérez     | Red Bull Racing-RBPT         | 1:29.705            | 1:28.924  | 1:28.200  | 1                |
| 2                        | 16    | Charles Leclerc  | Ferrari                      | 1:29.039            | 1:28.780  | 1:28.225  | 2                |
| 3                        | 55    | Carlos Sainz Jr. | Ferrari                      | 1:28.855            | 1:28.686  | 1:28.402  | 3                |
| 4                        | 1     | Max Verstappen   | Red Bull Racing-RBPT         | 1:28.928            | 1:28.945  | 1:28.461  | 4                |
| 5                        | 31    | Esteban Ocon     | Alpine-Renault               | 1:30.093            | 1:29.584  | 1:29.068  | 5                |
| 6                        | 63    | George Russell   | Mercedes                     | 1:29.680            | 1:29.618  | 1:29.104  | 6                |
| 7                        | 14    | Fernando Alonso  | Alpine-Renault               | 1:29.978            | 1:29.295  | 1:29.147  | 7                |
| 8                        | 77    | Valtteri Bottas  | Alfa Romeo-Ferrari           | 1:29.683            | 1:29.404  | 1:29.183  | 8                |
| 9                        | 10    | Pierre Gasly     | AlphaTauri-RBPT              | 1:29.891            | 1:29.418  | 1:29.254  | 9                |
| 10                       | 20    | Kevin Magnussen  | Haas-Ferrari                 | 1:29.831            | 1:29.546  | 1:29.588  | 10               |
| 11                       | 4     | Lando Norris     | McLaren-Mercedes             | 1:29.957            | 1:29.651  |           | 11               |
| 12                       | 3     | Daniel Ricciardo | McLaren-Mercedes             | 1:30.009            | 1:29.773  |           | 141              |
| 13                       | 24    | Chu Quán Vũ      | Alfa Romeo-Ferrari           | 1:29.978            | 1:29.819  |           | 12               |
| 14                       | 47    | Mick Schumacher  | Haas-Ferrari                 | 1:30.167            | 1:29.920  |           | —2               |
| 15                       | 18    | Lance Stroll     | Aston Martin Aramco-Mercedes | 1:30.256            | 1:31.009  |           | 13               |
| 16                       | 44    | Lewis Hamilton   | Mercedes                     | 1:30.343            |           |           | 15               |
| 17                       | 23    | Alexander Albon  | Williams-Mercedes            | 1:30.492            |           |           | 16               |
| 18                       | 27    | Nico Hülkenberg  | Aston Martin Aramco-Mercedes | 1:30.543            |           |           | 17               |
| 19                       | 6     | Nicholas Latifi  | Williams-Mercedes            | 1:31.817            |           |           | 18               |
| Thời gian 107%: 1:35.074 |       |                  |                              |                     |           |           |                  |
| —                        | 22    | Yuki Tsunoda     | AlphaTauri-RBPT              | Không lập thời gian | 193       |           |                  |

Chú thích:
- ^1  – Daniel Ricciardo bị tụt ba vị trí do cản trở Esteban Ocon trong phần hai của vòng phân hạng.[4]
- ^2  – Mick Schumacher vượt qua vòng phân hạng ở vị trí thứ 14 nhưng bị thương do va chạm và không thể tham gia cuộc đua. Những tay đua phía sau anh được phép lên một vị trí khi xuất phát trong cuộc đua.[5]
- ^3  – Yuki Tsunoda không lập thời gian trong vòng phân hạng nhưng được phép tham gia cuộc đua theo quyết định của ban quản lý.[6]

### Cuộc đua chính
| Vị trí                                                              | Số xe | Tay đua          | Đội đua                      | Số vòng | Thời gian/ Bỏ cuộc           | Vị trí xuất phát | Số điểm |
| ------------------------------------------------------------------- | ----- | ---------------- | ---------------------------- | ------- | ---------------------------- | ---------------- | ------- |
| 1                                                                   | 1     | Max Verstappen   | Red Bull Racing-RBPT         | 50      | 1:24:19.293                  | 4                | 25      |
| 2                                                                   | 16    | Charles Leclerc  | Ferrari                      | 50      | +0.549                       | 2                | 191     |
| 3                                                                   | 55    | Carlos Sainz Jr. | Ferrari                      | 50      | +8.097                       | 3                | 15      |
| 4                                                                   | 11    | Sergio Pérez     | Red Bull Racing-RBPT         | 50      | +10.800                      | 1                | 12      |
| 5                                                                   | 63    | George Russell   | Mercedes                     | 50      | +32.732                      | 6                | 10      |
| 6                                                                   | 31    | Esteban Ocon     | Alpine-Renault               | 50      | +56.017                      | 5                | 8       |
| 7                                                                   | 4     | Lando Norris     | McLaren-Mercedes             | 50      | +56.124                      | 11               | 6       |
| 8                                                                   | 10    | Pierre Gasly     | AlphaTauri-RBPT              | 50      | +1:02.946                    | 9                | 4       |
| 9                                                                   | 20    | Kevin Magnussen  | Haas-Ferrari                 | 50      | +1:04.308                    | 10               | 2       |
| 10                                                                  | 44    | Lewis Hamilton   | Mercedes                     | 50      | +1:13.948                    | 15               | 1       |
| 11                                                                  | 24    | Chu Quán Vũ      | Alfa Romeo-Ferrari           | 50      | +1:22.215                    | 12               |         |
| 12                                                                  | 27    | Nico Hülkenberg  | Aston Martin Aramco-Mercedes | 50      | +1:31.742                    | 17               |         |
| 13                                                                  | 18    | Lance Stroll     | Aston Martin Aramco-Mercedes | 49      | +1 vòng                      | 13               |         |
| 142                                                                 | 23    | Alexander Albon  | Williams-Mercedes            | 47      | Va chạm                      | 16               |         |
| Bỏ cuộc                                                             | 77    | Valtteri Bottas  | Alfa Romeo-Ferrari           | 36      | Quá nhiệt                    | 8                |         |
| Bỏ cuộc                                                             | 14    | Fernando Alonso  | Alpine-Renault               | 35      | Động cơ                      | 7                |         |
| Bỏ cuộc                                                             | 3     | Daniel Ricciardo | McLaren-Mercedes             | 35      | Li hợp                       | 14               |         |
| Bỏ cuộc                                                             | 6     | Nicholas Latifi  | Williams-Mercedes            | 14      | Va chạm                      | 18               |         |
| Không xuất phát                                                     | 22    | Yuki Tsunoda     | AlphaTauri-RBPT              | 0       | Động cơ                      | —                |         |
| Rút lui                                                             | 47    | Mick Schumacher  | Haas-Ferrari                 | 0       | Tai nạn trong vòng phân hạng | —                |         |
| Vòng đua nhanh nhất: Charles Leclerc (Ferrari) – 1:31.634 (vòng 48) |       |                  |                              |         |                              |                  |         |

Chú thích:
- ^1  – Cộng thêm một điểm cho tay đua lập được vòng đua nhanh nhất.

## Bảng xếp hạng sau cuộc đua

### Bảng xếp hạng các tay đua
| Vị trí | Tay đua          | Đội đua              | Số điểm | Thay đổi vị trí |
| ------ | ---------------- | -------------------- | ------- | --------------- |
| 01     | Charles Leclerc  | Ferrari              | 45      | +/-0            |
| 02     | Carlos Sainz Jr. | Ferrari              | 33      | +/-0            |
| 03     | Max Verstappen   | Red Bull Racing-RBPT | 25      | 16              |
| 04     | George Russell   | Mercedes             | 22      | +/-0            |
| 05     | Lewis Hamilton   | Mercedes             | 16      | 2               |
| 06     | Esteban Ocon     | Alpine-Renault       | 14      | +/-0            |
| 07     | Sergio Pérez     | Red Bull Racing-RBPT | 12      | 11              |
| 08     | Kevin Magnussen  | Haas-Ferrari         | 12      | 3               |
| 09     | Valtteri Bottas  | Alfa Romeo-Ferrari   | 8       | 3               |
| 10     | Lando Norris     | McLaren-Mercedes     | 6       | 5               |

- Lưu ý: Chỉ có mười vị trí đứng đầu được liệt kê trong bảng xếp hạng này.

### Bảng xếp hạng các đội đua
| Vị trí | Đội đua                      | Số điểm | Thay đổi vị trí |
| ------ | ---------------------------- | ------- | --------------- |
| 01     | Ferrari                      | 78      | +/-0            |
| 02     | Mercedes                     | 38      | +/-0            |
| 03     | Red Bull Racing-RBPT         | 37      | 7               |
| 04     | Alpine-Renault               | 16      | 1               |
| 05     | Haas-Ferrari                 | 12      | 2               |
| 06     | Alfa Romeo-Ferrari           | 9       | 2               |
| 07     | AlphaTauri-RBPT              | 8       | 1               |
| 08     | McLaren-Mercedes             | 6       | 1               |
| 09     | Aston Martin Aramco-Mercedes | 0       | 2               |
| 10     | Williams-Mercedes            | 0       | 2               |